# George John Romanes
George John Romanes est un naturaliste et un psychologue britannique, né le 19 mai 1848 à Kingston (Ontario) et mort le 23 mai 1894.
Il participe à la fondation de ce qu’il appelle la psychologie comparative, partant des similitudes entre les mécanismes cognitifs entre les animaux et les êtres humains.

## Biographie
Il est le troisième fils du révérend George Romanes, un prêtre presbytérien canadien d’origine écossaise. Lorsqu’il a deux ans, ses parents retournent en Grande-Bretagne.
Comme de nombreux autres naturalistes britanniques, il commence par étudier la théologie avant de se tourner vers l’étude de la médecine et de la physiologie à Cambridge. Il est diplômé d’un Bachelor of Arts au Gonville and Caius College en 1870. C’est durant ses études qu’il fait la connaissance de Charles Darwin (1809-1882). Les deux hommes resteront amis toute leur vie.
Romanes fonde un cycle de conférences publiques et gratuites qui reçurent son nom après sa mort : les conférences Romanes. Il y est remplacé par son ami, Thomas Henry Huxley (1825-1895).

## Liste partielle des publications
- Candid Examination of Theism (publié sous le pseudonyme de Physicus) (1878)
- Animal Intelligence (1881); trad. L'intelligence des animaux, 2 vol., précédée d'une Préface sur l'évolution mentale par Edmond Perrier, Paris, Félix Alcan (1887)
- The Scientific Evidences of organic evolution (1881)
- Mental Evolution in Animals (1883)
- L'évolution mentale chez les animaux ; suivi d'un Essai posthume sur l'instinct par Charles Darwin, trad. Henry Crosnier de Varigny, Paris, C. Reinwald, 1884 [lire en ligne]
- Physiological Selection: An Additional Suggestion on the Origin of Species (1886)
- Mental Evolution in Man (1888); trad. Henry de Varigny, sous le titre L'évolution mentale chez l'homme : origine des facultés humaines, Paris, Félix Alcan, coll. «Bibliothèque de philosophie contemporaine», 1891.
- Aristotle as a Naturalist (1891)
- Darwin and After Darwin (1892)
- Notes on Religion (publication posthume)

## Source
- (en) Cet article est partiellement ou en totalité issu de l’article de Wikipédia en anglais intitulé « George Romanes » (voir la liste des auteurs) (version du 18 octobre 2006).